# Kokoona reflexa
Kokoona reflexa är en benvedsväxtart som först beskrevs av Laws., och fick sitt nu gällande namn av Ding Hou. Kokoona reflexa ingår i släktet Kokoona och familjen Celastraceae. Inga underarter finns listade.